# Beechcraft Model 99
Beechcraft Model 99 — лёгкий самолёт компании «Beechcraft».

## Общие сведения

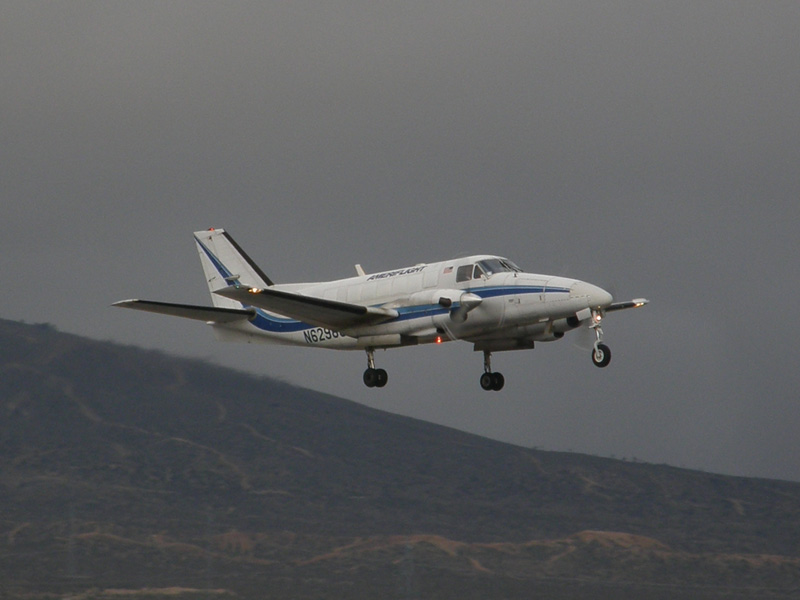
Грузовой самолёт Ameriflight Beech C99 вылетает из аэропорта Мохаве

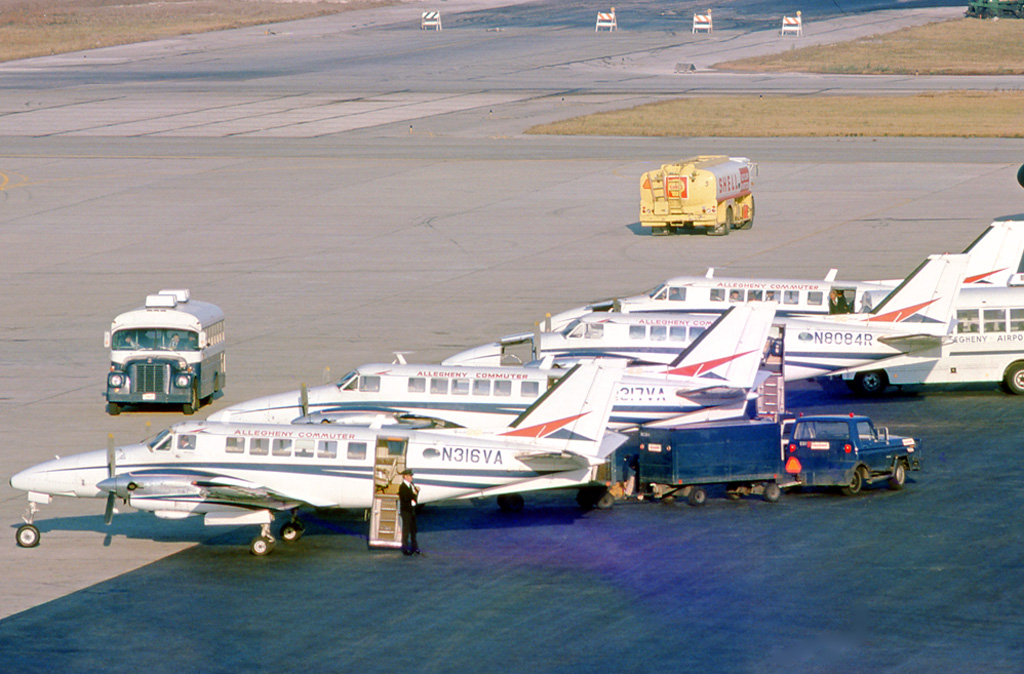
Beech 99 авиакомпании Britt Airways, работающие по контракту с Allegheny Commuter в Чикаго О’Хара в 1975 году.

Известен как авиалайнер Beech 99 и Commuter 99.
Beechcraft Model 99 — это двухмоторный турбовинтовой низкоплан с вместимостью от 15 до 17 пассажиров. Создан на основе более ранних моделей Beechcraft King Air и Beechcraft Queen Air. Он использует крылья Queen Air, двигатели и гондолы King Air, а также подсистемы от обоих, со специально разработанной конструкцией носовой части.

## История
Разработан в 1960-х годах на замену Beechcraft Model 18. Впервые поднялся в воздух в июле 1966 года. Был сертифицирован 2 мая 1968 года, и к концу года поставлено заказчикам 62 самолёта.
Производство закончилось в начале 1987 года. Почти половина Beech 99, обслуживаемых авиакомпаниями, в настоящее время эксплуатируются в качестве грузовых самолётов в компании «Ameriflight».

## Модификации
- 99 Авиалайнер: двухмоторный самолёт, максимальная взлётная масса 10 400 фунтов, возможность размещения экипажа из двух человек и до 15 пассажиров. Оснащён двумя турбовинтовыми двигателями Pratt & Whitney Canada PT6A-20 мощностью 550 л. с. (410 кВт).
- 99 Executive: Представительская версия 99 Airliner.
- Авиалайнер 99A: такой же, как и авиалайнер 99, но с двумя двигателями Pratt & Whitney PT6A-27 мощностью 550 л. с.
- Авиалайнер A99A: единственный в своём роде, 99A авиалайнер без баков центроплана крыла; этот самолёт был утилизирован.
- Авиалайнер B99: улучшенная версия, максимальная взлётная масса 10900 фунтов, оснащённая двумя двигателями Pratt & Whitney PT6A-27/28 мощностью 680 л. с. (507 кВт).
- B99 Executive: Представительская версия авиалайнера B99.
- C99 Commuter: улучшенная версия, максимальная взлётная масса 11300 фунтов (5100 кг), Pratt & Whitney PT6A-36 (двигатели мощностью 715 л. с.).

## Катастрофы
По состоянию на 16 марта 2021 года, за время эксплуатации в авариях и катастрофах было потеряно 54 самолёта Beech 99. При этом погибли 177 человек. 
Первая катастрофа произошла 20 июня 1969 года в Паско (Вашингтон), когда Beech 99 разбился сразу после взлёта. При этом погибли оба члена экипажа.  
Крупнейшая авиакатастрофа произошла 10 февраля 1978 года возле Ричленда (Вашингтон). Вскоре после взлёта из-за ошибки экипажа Beech 99 начал крениться, ушёл в сваливания и разбился. Погибли 17 человек.  
25 августа 1985 года в результате крушения самолёта в аэропорту Оберн-Льюистон, в США погибла Саманта Смит, тринадцатилетняя американская школьница, прославившаяся как «посол доброй воли» в Советском Союзе и участвовавшая в телешоу «Лайм-стрит». Всего в авиакатастрофе погибли 8 человек.

## Технические характеристики

### Общие характеристики
- Экипаж: 1-2 пилот (в зависимости от модификации)
- Вместимость: 15-17 пассажиров (в зависимости от модификации)
- Длина: 13,58 м
- Размах крыла: 13,98 м
- Высота: 4,37 м
- Вес пустого: 2510 кг (зависит от оборудования и конфигурации)
- Максимальный взлётный вес: 4717 кг
- Силовая установка: 2 турбовинтовых двигателя Pratt & Whitney Canada PT6A-20 (также −27 / −36) мощностью 550 л. с.

### Лётные характеристики
- Крейсерская скорость: 380 км/ч на высоте 3000 м
- Дальность: 1690 км
- Практический потолок: 8000 м
- Скорость подъёма: 8,6 м/с[5]